# Donsiella limnoriae
Donsiella limnoriae är en kräftdjursart som beskrevs av Stephenson 1939. Enligt Catalogue of Life ingår Donsiella limnoriae i släktet Donsiella och familjen Laophontidae, men enligt Dyntaxa är tillhörigheten istället släktet Donsiella och familjen Thalestridae. Arten har ej påträffats i Sverige. Inga underarter finns listade i Catalogue of Life.